# Totteridge and Whetstone
Totteridge and Whetstone is een station van de metro van Londen aan de Northern Line. Het metrostation, dat in 1872 is geopend, ligt in de wijk Whetstone.

## Geschiedenis
Het station Totteridge & Whetstone werd gepland door de Edgware, Highgate and London Railway (EH&LR) als station aan haar zijlijn naar High Barnet. De EH&LR werd in 1867 overgenomen door de Great Northern Railway (GNR) die het station op 1 april 1872 opende als Whetstone en Totteridge, de GNR ging in 1923 op in de London & North Eastern Railway (LNER).
In 1933 werd het openbaar vervoer in Londen genationaliseerd in het London Passenger Transport Board, kortweg London Transport, dat in 1935 het Northern Heights-project ontvouwde. Dit hield in dat London Transport de reizigersdienst op de EH&LR zou overnemen van LNER en deze met elektrisch metromaterieel zou exploiteren. Het begin van de werkzaamheden in 1937 was ook aanleiding om de hele lijn Northern Line te noemen. De tunnel tussen Highgate  en East Finchley waarmee de EH&LR werd verbonden met het metronet werd op 3 juli 1939 in gebruik genomen. Op 14 april 1940 was de elektrificatie tot High Barnet gereed en sindsdien doen de metro's van de Northern Line ook Totteridge en Whetstone aan. De stoomdiensten van LNER tussen High Barnet en Finsbury Park reden nog tot 1941 tussen de metrodiensten door. Na de Tweede Wereldoorlog zette British Rail de goederendiensten voort tot 1 oktober 1962.

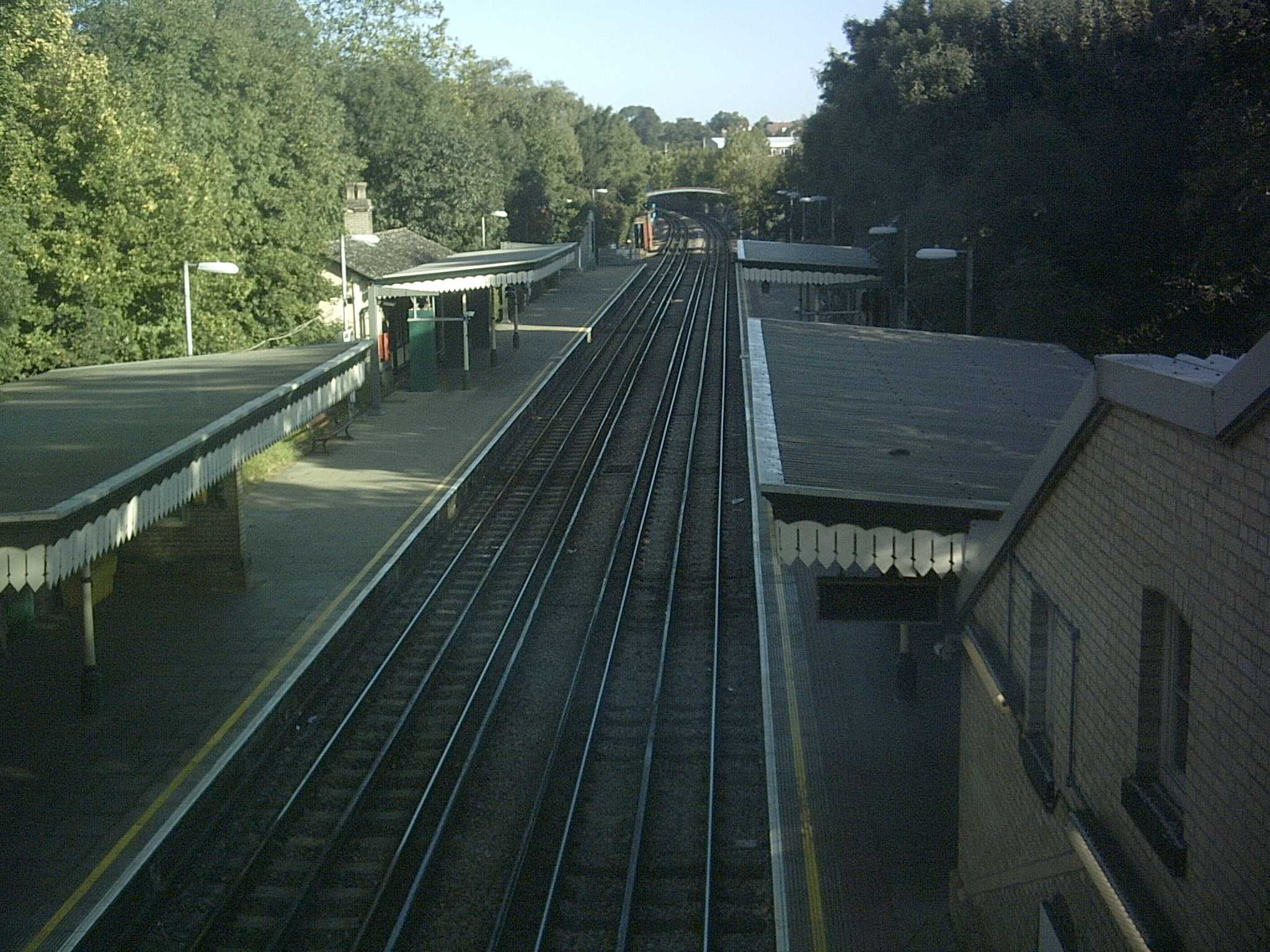
De perrons gezien uit de stationshal.
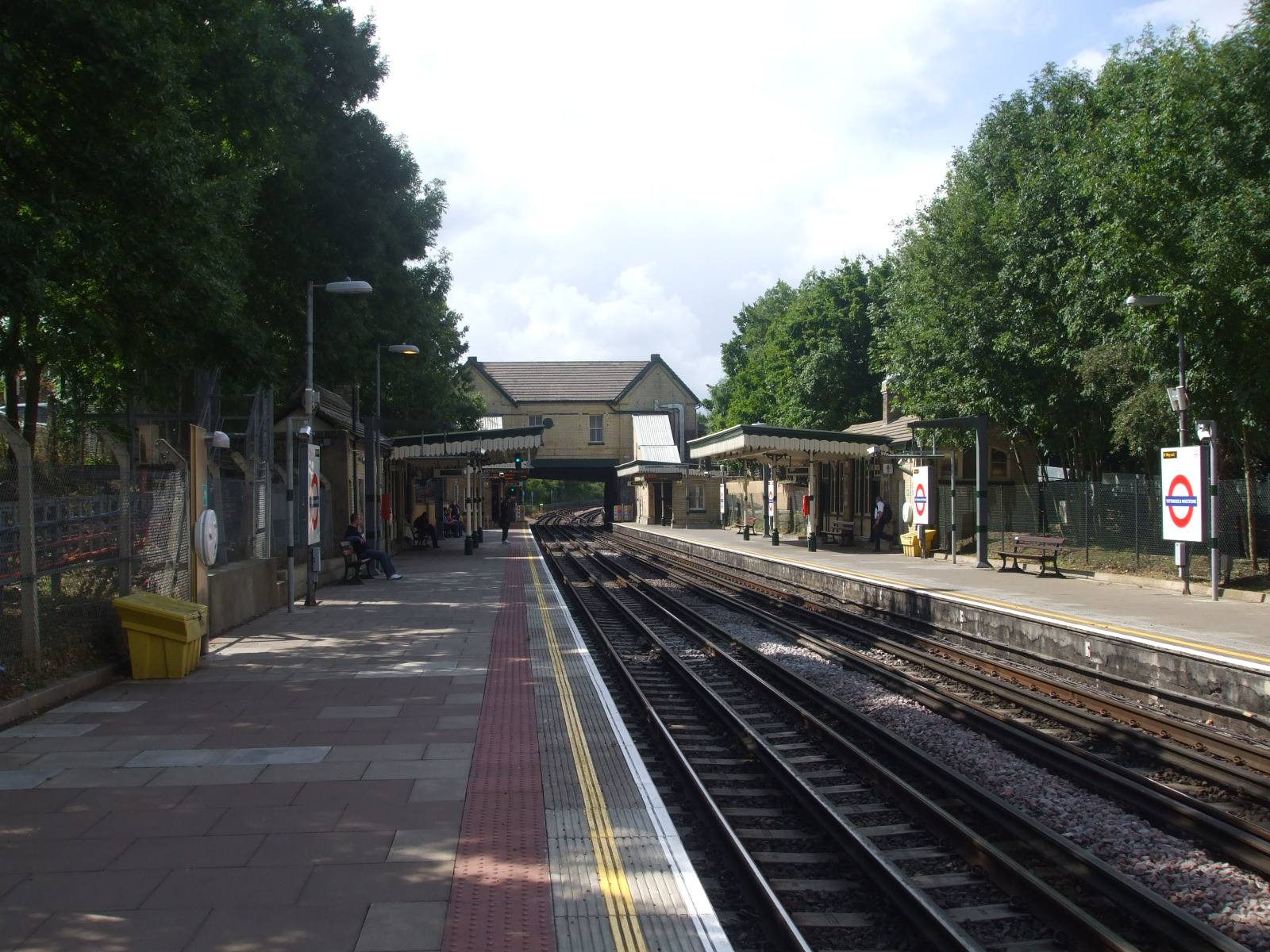
Het stationsgebouw boven de perrons gezien uit het noorden.
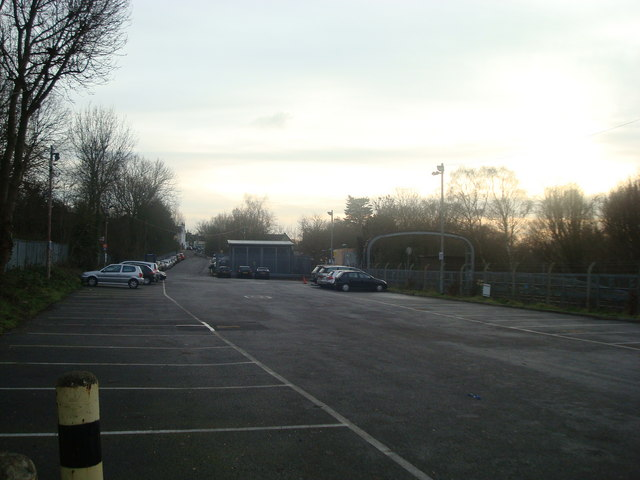
Het parkeerterrein langs het spoor.

## Ligging en inrichting
Het station ligt aan de noordkant van Totteridge Lane (A5109) vlak ten oosten van de Dollis Brook die de grens vormt tussen Totteridge en Whetstone. De Victoriaanse architectuur uit 1872 is grotendeels behouden al zijn er begin 21e eeuw verbouwingen doorgevoerd in verband met de sluiting van de loketten. Hierbij zijn toegangspoortjes, waaronder een brede voor rolstoelen en kinderwagens, en een hulpzuil geplaatst. Door de vaste trappen naar de perrons is het station echter niet rolstoeltoegankelijk, het station is alleen tijdens de spitsuren bemand. Aan de oostkant van het spoor ligt een parkeerplaats voor reizigers, daarnaast beschikt het station over telefooncellen en toiletten (het damestoilet op het oostelijke, het herentoilet op het westelijke perron). De metro's rijden tussen 6.04 uur en middernacht elke 3 à 6 minuten in beide richtingen.